# Tennistoernooi van Miami 1997
|                                         |  |                                      |
| Martina Hingis, winnares bij de vrouwen |  | Thomas Muster, winnaar bij de mannen |

Het tennistoernooi van Miami van 1997 werd van donderdag 20 maart tot en met zondag 30 maart 1997 gespeeld op de hardcourtbanen van het Crandon Park in Key Biscayne, nabij de Amerikaanse stad Miami. De officiële naam van het toernooi was Lipton Championships.
Het toernooi bestond uit twee delen:
- WTA-toernooi van Miami 1997, het toernooi voor de vrouwen, dat werd gespeeld in hun hoogste categorie: WTA Tier I
- ATP-toernooi van Miami 1997, het toernooi voor de mannen, dat werd gespeeld in hun hoogste categorie: ATP Mercedes-Benz Super 9

ATP-toernooi van Miami‎ – WTA-toernooi van Miami‎

1985 · 1986 · 1987 · 1988 · 1989 · 1990 · 1991 · 1992 · 1993 · 1994 · 1995 · 1996 · 1997 · 1998 · 1999 · 2000 · 2001 · 2002 · 2003 · 2004 · 2005 · 2006 · 2007 · 2008 · 2009 · 2010 · 2011 · 2012 · 2013 · 2014 · 2015 · 2016 · 2017 · 2018 · 2019 · 2020 · 2021 · 2022 · 2023 · 2024 · 2025